# 阿尔基诺农村居民点
阿尔基诺农村居民点（俄语：Аркинское сельское поселение）是俄罗斯联邦布良斯克州科马里奇区所属的一个农村居民点。其下辖有8个居民点，行政中心为阿尔基诺。据2015年统计，该农村居民点的人口为865人。